# جان ایتون
جان ایتون (به انگلیسی: John Eaton) سناتور سابق عضو حزب دموکرات-جمهوری‌خواه بود. وی در سال ۱۸۱۸ تا ۱۸۲۱ و ۱۸۲۱ تا ۱۸۲۹ میلادی سناتور ایالت تنسی در سنای ایالات متحده آمریکا بود.
ایتون وکیلی در تنسی بود که بخشی از شبکه ای شد که از کمپین های سیاسی اندرو جکسون حمایت می کرد. .او همچنین به عنوان سرگرد در شبه نظامیان خدمت کرد و در طول جنگ ۱۸۱۲ دستیار جکسون شد. ایتون در تمام مبارزات و نبردهای دوران جنگ، از جمله نبرد نیواورلئان، با جکسون خدمت کرد. پس از خدمت در مجلس نمایندگان تنسی در سال‌های 1815 و 1816، در سال 1818 ایتون به عضویت سنای ایالات متحده انتخاب شد، اگرچه هنوز به سن 30 سالگی طبق قانون اساسی نرسیده بود.
پس از انتخاب جکسون به ریاست جمهوری در سال 1828، ایتون از کرسی سنا استعفا داد تا به عنوان وزیر جنگ به کابینه جکسون بپیوندد. ایتون و همسرش پگی در اولین دوره ریاست جمهوری جکسون کانون بحث و جدل قرار گرفتند. در ماجرای موسوم به Petticoat، همسران جامعه واشنگتن از معاشرت با ایتون ها خودداری کردند. همسران معاون رئیس جمهور، اعضای کابینه و اعضای کنگره به دلیل شرایط ازدواج او با ایتون، پگی را تحقیر کردند. آنها مدت کوتاهی پس از مرگ شوهر اولش، بدون اینکه منتظر عزاداری معمول باشند، ازدواج کرده بودند، و شایعاتی مبنی بر این که او بوده استبه شوهر اولش قبل از مرگش خیانت کرده است.ایتون به عنوان بخشی از استراتژی برای حل مناقشه از سمت وزیر جنگ استعفا داد. او بعداً به عنوان فرماندار منطقه فلوریدا و وزیر ایالات متحده در اسپانیا منصوب شد.
پس از بازگشت به ایالات متحده در سال 1840، ایتون از تایید مارتین ون بورن برای انتخاب مجدد به ریاست جمهوری خودداری کرد و جکسون را خشمگین کرد. در دوران بازنشستگی، ایتون در واشنگتن اقامت داشت. او در سال 1856 در آنجا درگذشت و در قبرستان اوک هیل به خاک سپرده شد